# Laminacauda dentichelis
Laminacauda dentichelis là một loài nhện trong họ Linyphiidae.
Loài này thuộc chi Laminacauda. Laminacauda dentichelis được Lucien Berland miêu tả năm 1913.